# Piccante
Il piccante è una percezione sensoriale, simile ad un bruciore ma senza essere associato all'alta temperatura. La sensazione viene causata da alcune sostanze chimiche capaci di stimolare direttamente i recettori del calore, presenti sulla cute e sulle mucose umane, con cui entrano in contatto.

## Caratteristiche
La sensazione piccante non è uniforme, ma dipende dalla sostanza che la induce; le principali sostanze sono la capsaicina, presente nei peperoncini; la piperina, presente in tutti i tipi di pepe; vari tipi di isosolfocianato e isotiocianato, nel rafano, nella senape, nel wasabi e in alcune rape o rapanelli; infine l'allicina nell'aglio, nella cipolla, nello scalogno e altre piante similari.
Una sensazione affine al piccante è il fresco mentolato, causato dal mentolo, associato alla stimolazione chimica dei recettori del freddo.

## Sostanze responsabili

### Capsaicina
La capsaicina, contenuta nei peperoncini, provoca una sensazione piccante forte e persistente. La potenza è legata alla quantità di sostanza presente nella pianta, nonché all'alta affinità tra capsaicina e i recettori del calore. La persistenza è spiegata dalla scarsa solubilità in acqua e dalla scarsa volatilità di questa sostanza; dopo l'ingestione di un cibo piccante, la capsaicina permane all'interno della bocca, non venendo diluita dalla saliva e non evaporando.

### Piperina
La piperina è presente all'1-2% in peso nei grani di pepe lungo e fino al 5-10% nel pepe bianco e nero; normalmente produce una sensazione piccante meno forte e persistente della capsaicina. La piperina interferisce con la percezione del gusto salato, per questo motivo il pepe è stato, fin dall'antichità, utilizzato per mitigare il sapore di cibi conservati sotto sale.

### Allicina e isotiocianati
L'allicina non è direttamente presente nell'aglio o nella cipolla, ma si forma per ossidazione dell'alliina quando quest'ultima viene a contatto con l'aria. L'allicina, e ancor più gli isotiocianati, possono dare una sensazione piccante estremamente forte ma non persistente; sono difatti sostanze piuttosto volatili e solubili nei fluidi biologici, quali la saliva. Inoltre, a causa della loro volatilità, possono spandersi dalla bocca alle fosse e al setto nasali inducendo una particolare sensazione di bruciore al naso. Una certa quantità può anche raggiungere gli occhi causando lacrimazione.